# Konrad Klepping

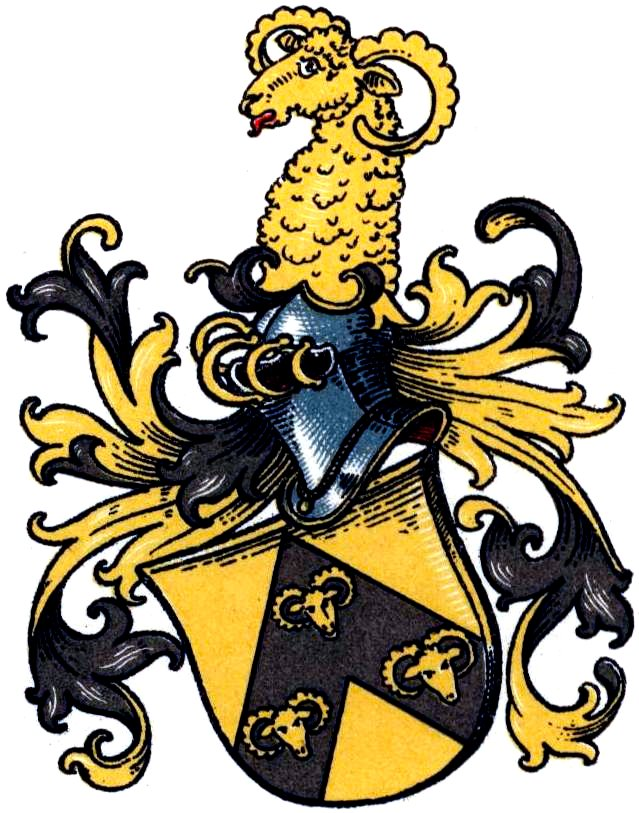
Wappen der Familie Klepping

Konrad Klepping (* um 1290 in Dortmund; † vor Oktober 1354) aus dem Adelsgeschlecht derer von Klepping war ein führender deutscher Hansekaufmann, der eng mit dem Beginn des Bankwesens in Deutschland und mit der Finanzierung des englischen Staatshaushalts verbunden ist.

## Leben
Die Bezeichnung Cleppinge, engl. „clippings“ steht für Ausschnitte, hier für Ausschnitte aus der Tierhaut. Der Familie von Konrad Klepping ging es besonders um Felle und Wolle, die damals wichtigsten Handelsgüter, die meist aus England kamen. Die Ausfuhr nach Deutschland wurde nahezu vollständig von Hansekaufleuten aus Dortmund und Umgebung abgewickelt. Über 200 Dortmunder aus 68 Familien haben sich nachweislich im 14. und 15. Jahrhundert in England zu Handelszwecken aufgehalten. Klepping war einer der Ersten, die sich in großem Stil im Kreditgeschäft engagierten. Historisch bedeutsam sind seine Kontakte mit König Eduard III., der seine Königskrone und sämtliche Zölle an die Kaufleute aus Dortmund verpfändete.
1312 wird ein Konrad Klepping, Sohn Lefthard Kleppings, als Ratsherr in Dortmund genannt.  1316 bürgt ein Konrad Klepping für Briefe, die nach Lübeck und Riga bestimmt waren – was zeigt, dass sich Konrads Aktivitäten nicht mit dem für ihn in der Folge so bedeutenden Handel mit England keineswegs erschöpfen. Konrad Kleppings Name findet sich in den Patent Rolls, den Akten über königliche Privilegien, erstmals am 16. September des Jahres 1317. Der König, damals noch der unglückliche Eduard II., befreit Konrad und seinen Bruder Herrmann von der Pflicht, gegebenenfalls für Konsorten einstehen zu müssen. 1326 bürgte Konrad Klepping für Schulden der freien Reichsstadt Dortmund.
Für das Jahr 1331 weist das Hauptbuch Eduard III., die sogenannten Close Rolls, eine Schuld von 255 Mark bei Konrad Klepping und Konsorten aus, was eine bedeutende Summe darstellte. 1332 und 1334 führen Ratslisten einen Konrad Klepping als Bürgermeister in Dortmund. Konrads Name erscheint in einem Schutzbrief von 1339, der in Brüssel ausgestellt wurde. Die englische Krone gewährte Konrad im selben Jahr eine Zollermäßigung auf Lebenszeit. 1340 bestätigte der König am Hofe von Westminister die Verpfändung sämtlicher Zölle an ein Konsortium Dortmunder Kaufleute, zu dem Konrad gehörte. Im Herbst desselben Jahres bedankt sich Eduard bei Konrad für persönlich überbrachte Informationen betreffend der Position der französischen Blockadeflotte vor der Seeschlacht von Sluis in Westflandern (heute Niederlande). Konrad wurden Auslagen und Spesen erstattet. Außerdem wird bestätigt, dass Konrad „um der Ehre des Königs Willen“ eine Schuld in der Stadt Brüssel beglichen hatte, die Geiselhaft für zwei englische Adelige beendete. Landesherr Dietrich von Monschau, Valkenburg und Voorne, auch Burggraf von Seeland, versprach im selben Jahr allen Bürgern Dortmunds seinen Schutz – ausdrücklich wegen der Verdienste von „Clipping“, eines „civem Tremoniensem“, Bürger Dortmunds. Von seinem Sitz im Tower zu London hielt es Eduard III. am 18. Juni 1341 für angezeigt, seinem Kaufmann „Dankbarkeit für die große, zuverlässige und selbstlose Hilfe“ zu bezeugen. Als Kleppings Dortmunder Konsorten die Deckung ihrer immer umfangreicheren Darlehen 1342 selbst aus den Zolleinnahmen Englands nicht möglich war, erhielten sie zusätzlich die der Krone zustehenden Naturalabgaben aus vier Grafschaften des englischen Reiches. 1343 erhöhte sich die Schuld um die Summe von 45.000 Goldkronen, weil Klepping und seine Partner inzwischen die sogenannte Große Krone der Könige von England bei einem anderen Schuldner ausgelöst hatten. Konrad Klepping überreichte das Stück persönlich an einen königlichen Beamten und wurde dafür in den Folgejahren mit Sonderrechten und Ausfuhrgenehmigungen belohnt.
1345 setzte Eduard III. einem Neffen Konrads ausdrücklich wegen der hervorragenden Dienste seines Onkels so lange eine Rente aus, „bis er ihn mit einer angemessenen kirchlichen Pfründe versorgen kann“. 1347 bestätigt der König Konrad Klepping und anderen Dortmunder Kaufleute, die in London zu der Zeit eine eigene Zentrale, die „Gildehalla Theutonicorum“, unterhalten, Immunität als ordentliches Mitglied der Kaufmannsgilde. 1353 wurde Konrad zum Berater für Handels- und Finanzangelegenheiten. Am 10. Juni 1353 gehörte er zusammen mit führenden englischen und lombardischen Kaufleuten im Rat des Königs. Bald darauf muss Konrad Klepping verstorben sein, laut einer Quelle vermutlich vor Oktober 1354, möglicherweise an der Pest.